# Tachicardia da rientro senoatriale
La tachicardia da rientro senoatriale è una aritmia cardiaca che si ritiene sia causata da rientro nel tessuto nodale o nelle zone limitrofe. In questa aritmia la frequenza atriale è tra i 105 e i 150 batt/min e la morfologia dell'onda P è simile a quella del ritmo sinusale.

## Meccanismo
Questo ritmo è causato da un rientro che coinvolge il nodo del seno e il tessuto perinodale. Può essere spesso indotto durante lo studio elettrofisiologico, utilizzando tecniche standard di pacing in atrio destro programmato. Manovre vagali e somministrazione di adenosina o di verapamil portano alla conclusione dell'aritmia.

## Epidemiologia
Il rientro è in genere indotto durante studi elettrofisiologici e generalmente asintomatica nei pazienti sottoposti a questa procedura. Raramente è così severa da giustificare una terapia.

## Diagnosi
Il ritmo cardiaco è caratterizzato da frequenze veloci e dalla morfologia dell'onda P virtualmente identica a quella sinusale. Il suo inizio e la sua fine sono bruschi, anche se talora vi è un rallentamento prima della conclusione. La tachicardia può essere interrotta con l'adenosina o con manovre di stimolazione vagale, inclusa la manovra di Valsalva.

## Terapia
L'adenosina,
il verapamil e le manovre vagali sono utilizzate in acuto per l'interruzione dell'aritmia. In caso di episodi piuttosto frequenti ha dato qualche risultato positivo l'ablazione transcatetere nel prevenire le recidive.